# Szirti hemlokfenyő

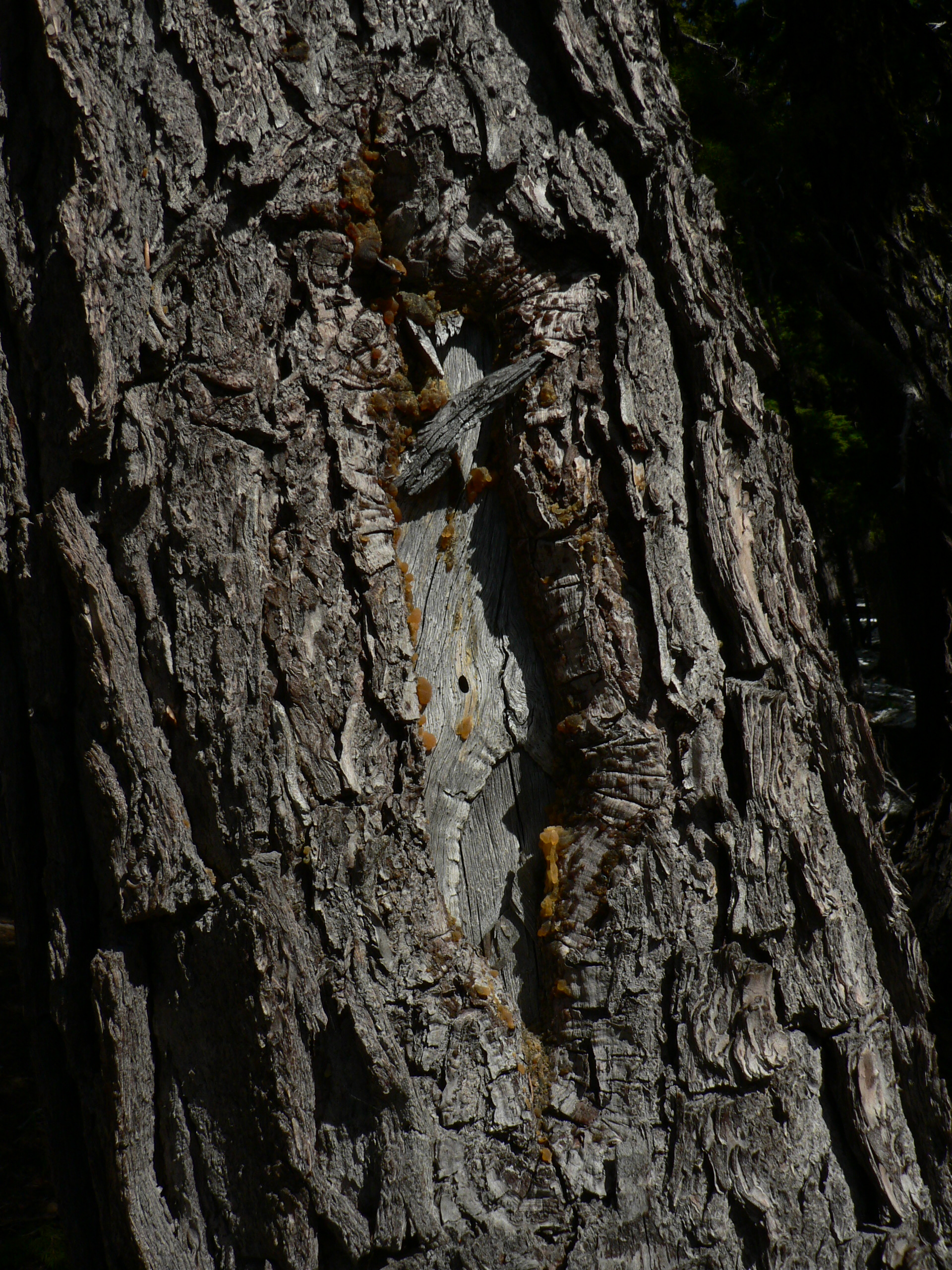
Az alapfaj kérge

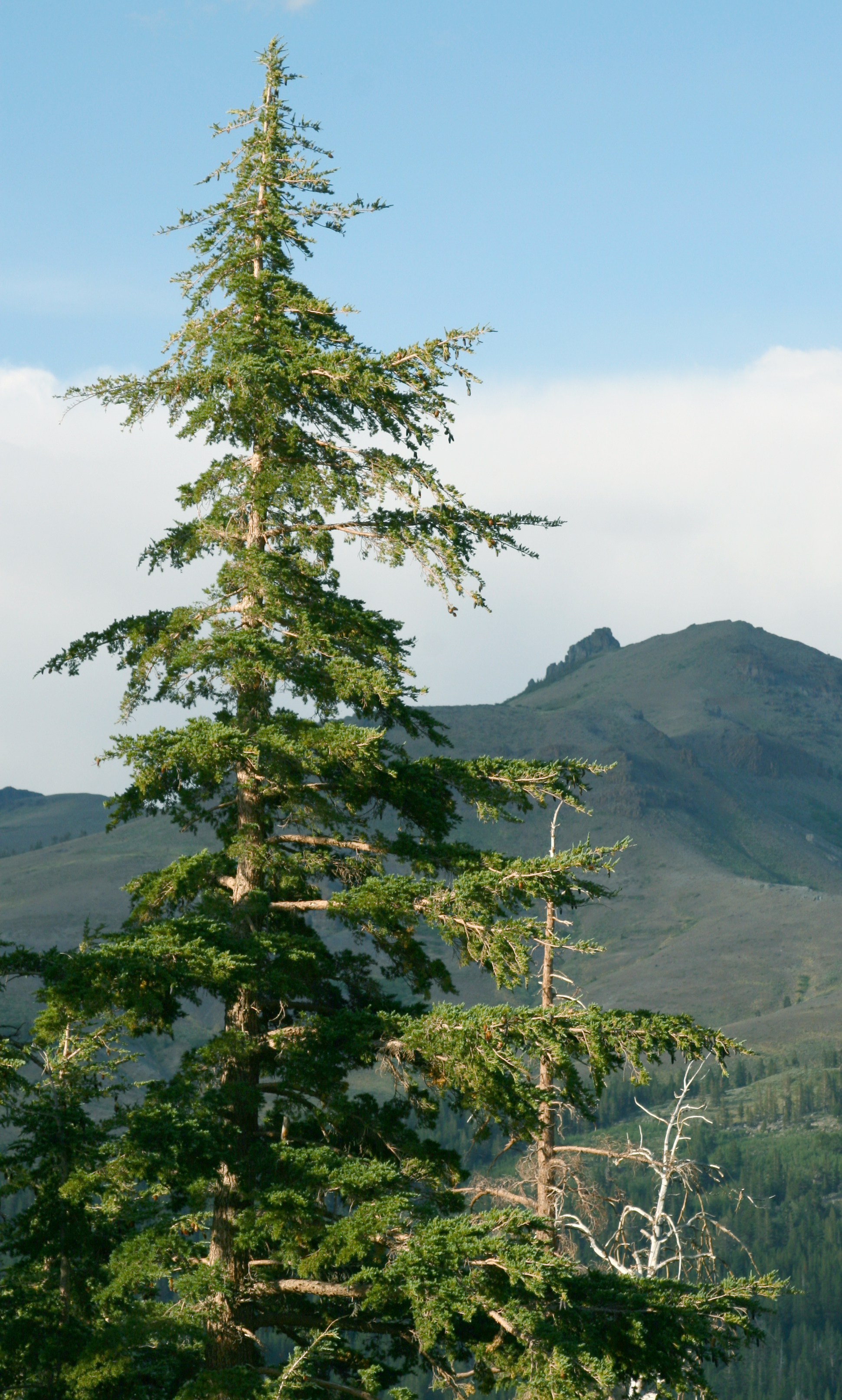
Tsuga mertensiana grandicona

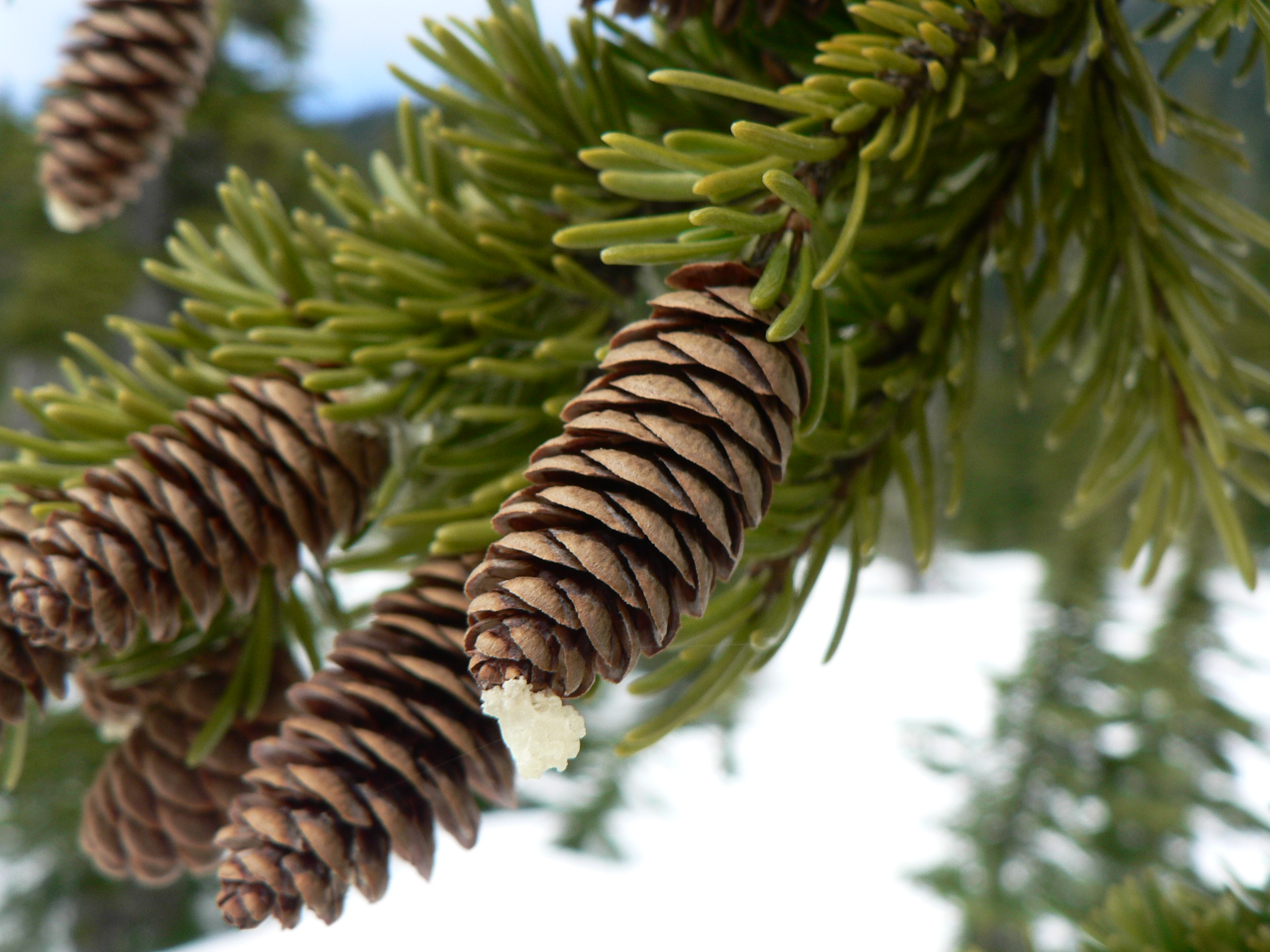
Az alapfaj tobozai

A szirti hemlokfenyő (kaliforniai hemlokfenyő, Tsuga mertensiana) a fenyőfélék családjába tartozó hemlokfenyő (Tsuga) nemzetség egyik észak-amerikai faja.

## Származása, elterjedése
A Csendes-óceán partvidékén honos Kalifornia északi részétől egészen Alaszkáig (Kenai-félsziget). Montana államban és Brit Columbiában egy a parttal párhuzamos, de attól több száz kilométerre kialakult hegyközi medencében is nő. Ez azt jelenti, hogy elterjedési területét a váltótűs hemlokfenyő (nyugati hemlokfenyő, Tsuga heterophylla) elterjedése teljesen átfedi; a szirti hemlokfenyő a másik faj elterjedési területeinek középső részein él. Az utóbbi 150 évben — gyaníthatóan a globális felmelegedés hatására (IUCN) elterjedési területe nő, állománya gyarapszik. Ez különösen három helyen figyelhető meg:
- a Parti-hegységben (Brit Columbia),
- az Olimpia-hegységben (Washington) és a
- a Lassen Nemzeti Parkban (Lassen Volcanic National Park) a Kaszkád-hegységben.

Magyarországon alig ismert.

## Megjelenése, felépítése
Megjelenése meglehetősen különbözik a nemzetség többi fajától, ezért rendszerint külön (Hesperopeuce) alnemzetségbe különítik el.
Magassága eléri a 60, törzsének átmérője a 3 métert (Erdészeti, 1888). Koronája szabálytalan alakú. Ritkásan növő ágai ferdén felállnak, de az ágak vége bókol.
Szürkészöld levelei körkörösen állnak a hajtásokon (Józsa).
Lecsüngő tobozai a közönséges lucfenyőére (Picea abies) emlékeztetnek.

## Felhasználása
Fája nem olyan könnyű és rugalmas, mint a váltótűs hemlokfenyőé:
- fajlagos tömege — 0,53 g/cm³,
- rugalmassági tényezője — 9,17 GPa,
- nyomószilárdsága — 44,4 MPa.[1]

Több változatát dísznövénynek ültetik

## Alfajok, változatok
Két természetes alfaja ismert:
- T. m. ssp. mertensiana (törzsváltozat)
- T. m. ssp. grandicona (nagytobozú)

### Kertészeti változatok
- T. mertensiana 'Glauca' — különlegesen szép, kékeszöld levelű.